# Geir Andersen
Geir Andersen (Oslo, 21 febbraio 1964) è un ex combinatista nordico norvegese.
È fratello di Espen, a sua volta combinatista nordico di alto livello.

## Biografia
Geir Andersen ottiene il primo risultato di rilievo ai Mondiali juniores del 1983, disputati a Kuopio in Finlandia, vincendo la medaglia d'argento nell'individuale. Il 7 gennaio 1984 conquista il suo primo podio in Coppa del Mondo a Schonach im Schwarzwald, in Germania Ovest, giungendo secondo in una Gundersen.
Nella stessa stagione conquista due medaglie ai Mondiali juniores di Trondheim, in Norvegia, (oro nell'individuale e argento nella gara a squadre), ma soprattutto sale sul gradino più alto del podio ai Mondiali di quell'anno a Rovaniemi, in Finlandia, nella gara a squadre.
L'anno successivo si aggiudica la Coppa del Mondo assoluta e due argenti (nell'individuale e nella gara a squadre) ai Mondiali di Seefeld, in Austria. Si congeda dall'attività agonistica il 25 marzo 1989 piazzandosi 13º in una Gundersen a Thunder Bay in Canada.

## Palmarès

### Mondiali
- 3 medaglie
  - 1 oro (gara a squadre a Sarajevo/Rovaniemi/Engelberg 1984)
  - 2 argenti (individuale, gara a squadre a Seefeld 1985)

### Mondiali juniores
- - 3 medaglie:
  - 1 oro (individuale a Trondheim 1984)
  - 2 argenti (individuale a Kuopio 1983; gara a squadre a Trondheim 1984)

### Coppa del Mondo
- Vincitore della Coppa del Mondo nel 1985
- 14 podi:
  - 5 vittorie
  - 4 secondi posti
  - 5 terzi posti

#### Coppa del Mondo - vittorie
| Data             | Località     | Nazione          | Trampolino          | Spec.       |
| ---------------- | ------------ | ---------------- | ------------------- | ----------- |
| 15 dicembre 1984 | Planica      | Jugoslavia       | Srednija K95        | IN NH/15 km |
| 20 dicembre 1984 | Sankt Moritz | Svizzera         | Olympiaschanze K94  | IN NH/15 km |
| 23 febbraio 1985 | Leningrado   | Unione Sovietica | Kavgolovo K88       | IN NH/15 km |
| 2 marzo 1985     | Lahti        | Finlandia        | Salpausselkä K88    | IN NH/15 km |
| 21 dicembre 1986 | Tarvisio     | Italia           | Fratelli Nogara K90 | IN NH/15 km |

Legenda:

IN = individuale Gundersen

NH = trampolino normale